# Gregg L. Semenza
Gregg Leonard Semenza (sinh ngày 12 tháng 7 năm 1956) là giáo sư chuyên ngành nhi khoa, trị liệu bức xạ, hóa sinh, y học, và ung thư học tại Đại học Y khoa Johns Hopkins. Ngoài ra, ông còn là giám đốc chương trình nghiên cứu mạch máu tại Viện Kỹ thuật tế bào của trường này. Anh là người nhận giải Lasker năm 2016 cho nghiên cứu y học cơ bản. Ông được biết đến với khám phá về HIF-1, một loại protein cho phép các tế bào ung thư thích nghi trong môi trường ít oxy. Ông đã nhận được giải Nobel Sinh lý và Y khoa 2019 cho "những khám phá về cách các tế bào cảm nhận và thích nghi với lượng oxy" cùng với William Kaelin Jr. và Peter J. Ratcliffe.

## Tiểu sử
Semenza sinh ngày 12 tháng 7 năm 1956 tại khu Flushing thuộc quận Queens của thành phố New York. Ông cùng 4 người anh em khác lớn lên tại Quận Westchester, New York.

## Nghiên cứu
Khi là nghiên cứu sinh sau tiến sĩ tại Đại học Johns Hopkins, Semenza nghiên cứu biểu hiện gen trong cơ thể những động vật bị biến đổi gen để xác định sự ảnh hưởng của từng đoạn gen khác nhau đến việc sản xuất erythropoietin (EPO), một chất đóng vai trò quan trọng khi cơ thể phản ứng với việc thiếu hoặc ít oxy trong máu. Ông đã giúp xác định được những đoạn gen giúp tổ hợp protein loại HIF. Nghiên cứu của ông cho thấy rằng protein HIF bao gồm 2 phần: HIF-1β, một cấu trúc ổn định trong hầu hết các điều kiện, và HIF-1α, một cấu trúc bị thoái hóa khi nồng độ oxy trong cơ thể ở mức bình thường. HIF-1α sau này được chứng minh là một yếu tố quan trọng trong việc sản xuất erythropoietin khi mà giảm mức HIF-1α dẫn đến dị dạng mạch máu và giảm nồng độ EPO. Semenza nhận thấy rằng protein loại HIF tồn tại nhiều trong cơ thể động vật thí nghiệm và sản xuất quá mức HIF có thể dẫn đến ung thư.
Nghiên cứu của Semenza có nhiều sự tương đồng với 2 nhà khoa học khác là William Kaelin Jr. và Peter J. Ratcliffe trong việc xác định cơ chế phát hiện thay đổi nồng độ oxy trong tế bào cũng như sự ảnh hưởng của HIF và nhiều yếu tố khác đến việc sản xuất EPO. Những nghiên cứu đã giúp phát triển nhiều loại thuốc khác nhau giúp điều tiết các quá trình sản xuất HIF hay EPO trong cơ thể bệnh nhân thiếu máu hoặc suy thận.

## Học vấn và sự nghiệp
Semenza học tại trường Trung học Cơ sở Washington Irving tại Tarrytown, New York. Năm cấp 3, ông học tại trường Trung học Phổ thông Sleepy Hollow và là trung vệ cho đội bóng đá của trường. Semenza tốt nghiệp cấp trung học vào năm 1974 và ghi danh vào Đại học Harvard. Tại ngồi trường này, ông theo học ngành di truyền y học và lập bản đồ gen của nhiễm sắc thể số 21. Tại Đại học Pennsylvania, ông đã xác định trình tự các gen liên quan đến bệnh tan máu bẩm sinh beta - một loại bệnh do rối loạn di truyền trên gen lặn - để viết luận án cho chương trình Tiến sỹ. Semenza sau đó đã hoàn tất khóa thực tập nội trú chuyên ngành Nhi khoa tại Bệnh viện Đại học Duke. Ông hoàn thành chương trình đào tạo sau Tiến sĩ tại  Đại học John Hopkins và sau đó trở thành giám đốc sáng lập của chương trình nghiên cứu mạch máu tại Viện Kỹ thuật tế bào cũng tại ngôi trường này.

## Đời tư
Semenza kết hôn với Laura Kasch-Semenza. Hai người gặp lần đầu tiên tại Đại học John Hopkins. Hiện tại, vợ ông đang điều hành một cơ sở nghiên cứu kiểu gen cũng tại đại học này. Năm 2019, ông không may bị té và gãy nhiều đốt sống ở cổ.